# Stichbandkeramik

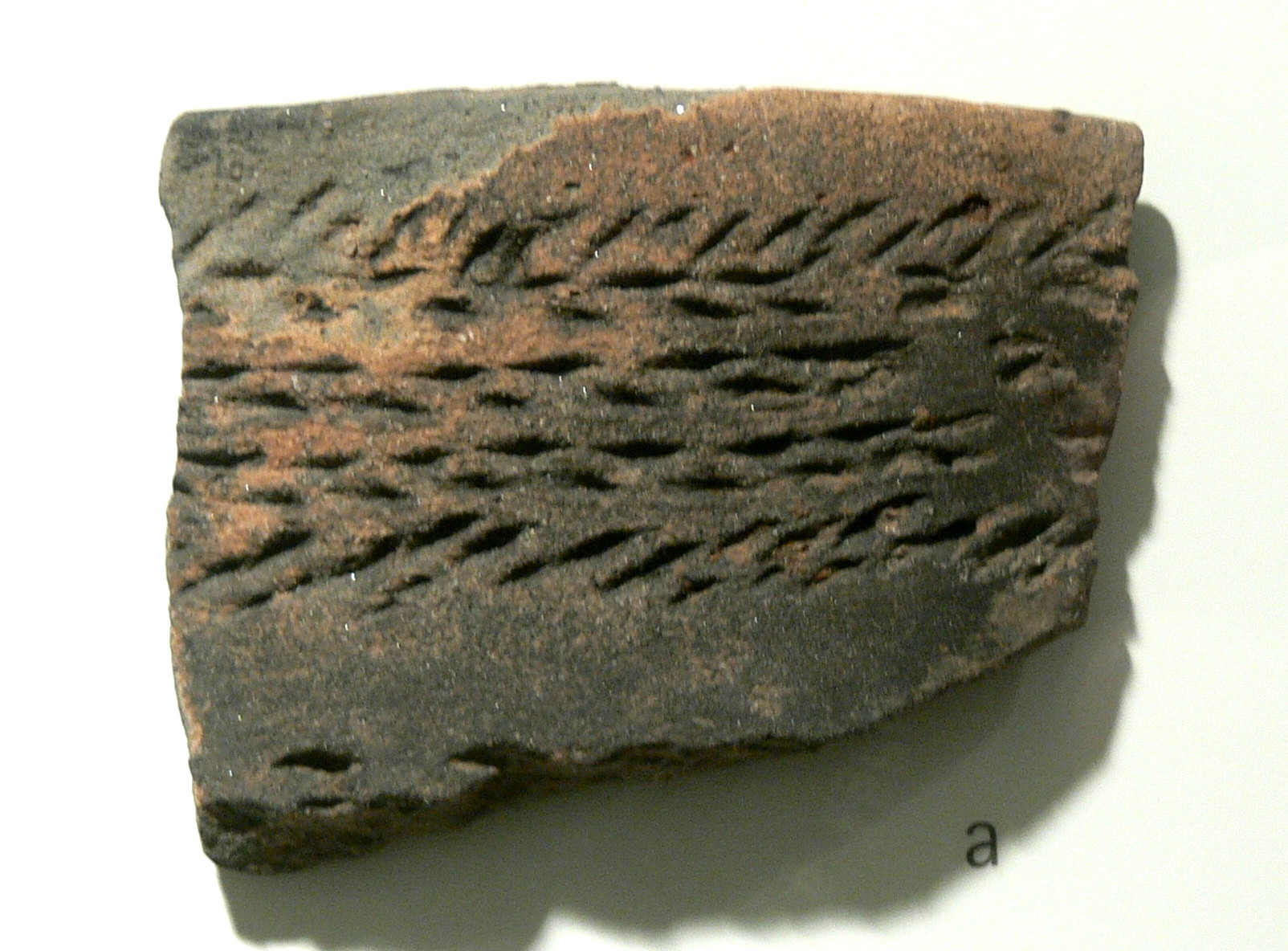
Stichbandkeramik, Archäologisches Museum Gunzenhausen

Die Stichbandkeramik (Fachkürzel SBK) ist eine archäologische Kultur der Jungsteinzeit in Mitteleuropa. Sie folgt auf die Kultur der Linearbandkeramik und datiert zwischen 4900 und 4500 v. Chr. Das entspricht in der Gliederung von Jens Lüning dem Mittelneolithikum, in anderen Regionalgliederungen (Mitteldeutschland, Schlesien, Polen) dagegen noch dem Frühneolithikum.
Wie die Kultur der Linearbandkeramik ist auch die Kultur der Stichbandkeramik nach der Verzierungstechnik auf der Keramik benannt: Die einzelnen Motive, Winkelbänder und vertikale und horizontale Linien, sind mittels eines mehrzinkigen Gerätes aus vielen Einstichen zusammengesetzt.

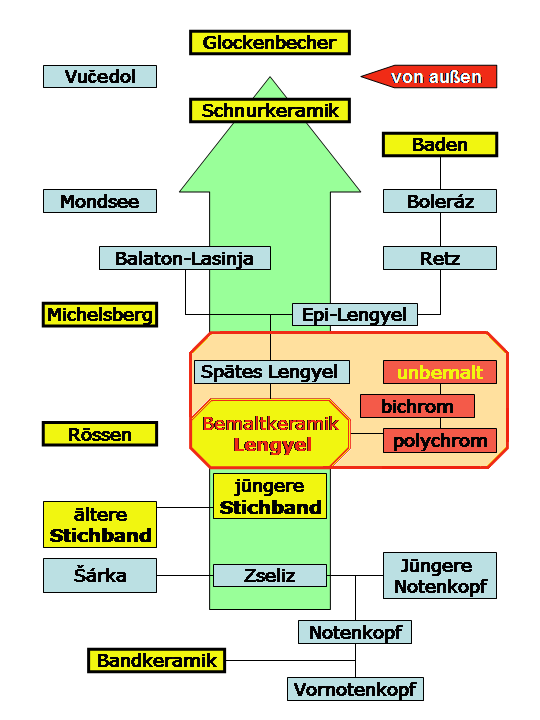
Stichbandkeramik und das kulturelle Umfeld bzw. deren Ursprünge

## Verbreitung
Mit dem Ende der Linearbandkeramik wird ein Trend zur verstärkten Bildung von regionalen Gruppen fassbar. Die Stichbandkeramik ist in Bayern, Böhmen, Mähren, Österreich, Sachsen, Sachsen-Anhalt, Thüringen und Südpolen verbreitet. Etwa westlich von Lech und Main folgen auf die Linienbandkeramik die Hinkelstein-Kultur, die Großgartacher Kultur und die Rössener Kultur.
Während die frühe Linearbandkeramik in Bezug auf Keramik, Hausbau und Werkzeuginventar relativ einheitlich war, ist die Stichbandkeramik stark regionalisiert. Im Verlauf ihrer Entwicklung spaltet sie sich in weitere regionale Gruppen auf: So findet man in Bayern die Gruppe Oberlauterbach, während östlich davon die böhmische Stichbandkeramik verbreitet ist und wie die polnische Stichbandkeramik einen deutlichen Einfluss der Lengyel-Kultur zeigt.

## Keramik
Im Keramikinventar der Stichbandkeramik finden sich Flaschen, Kümpfe, Schüsseln, Schalen und beutelartige Gefäße. Sie sind häufig mit der charakteristischen Stichverzierung bedeckt. Zudem finden sich bisweilen plastische Verzierungen in Form von Knubben, Ösen und plastischen Bändern. Besonders charakteristisch sind nach oben gezogene Handhaben, die als Hörnerhenkel bezeichnet werden. Auch anthropomorphe Plastiken sind sporadisch nachgewiesen, beispielsweise aus einer Siedlung bei Untermixnitz, Gemeinde Weitersfeld.

## Hausbau
Im Gegensatz zum geraden Langhaus der Linearbandkeramik weisen die Häuser in der Stichbandkeramik leicht gebauchte Längsseiten oder, besonders in Polen, einen trapezförmigen Grundriss auf, erreichen aber noch immer beachtliche Längen (bis zu 40 m). Die Häuser sind Pfostenbauten, die Dachlast wird jedoch vor allem von den Wänden getragen. Die Wände wurden aus Flechtwerk mit Lehmbewurf zwischen den Stützpfosten gefertigt, die oft auch doppelt gesetzt sind.

## Literatur

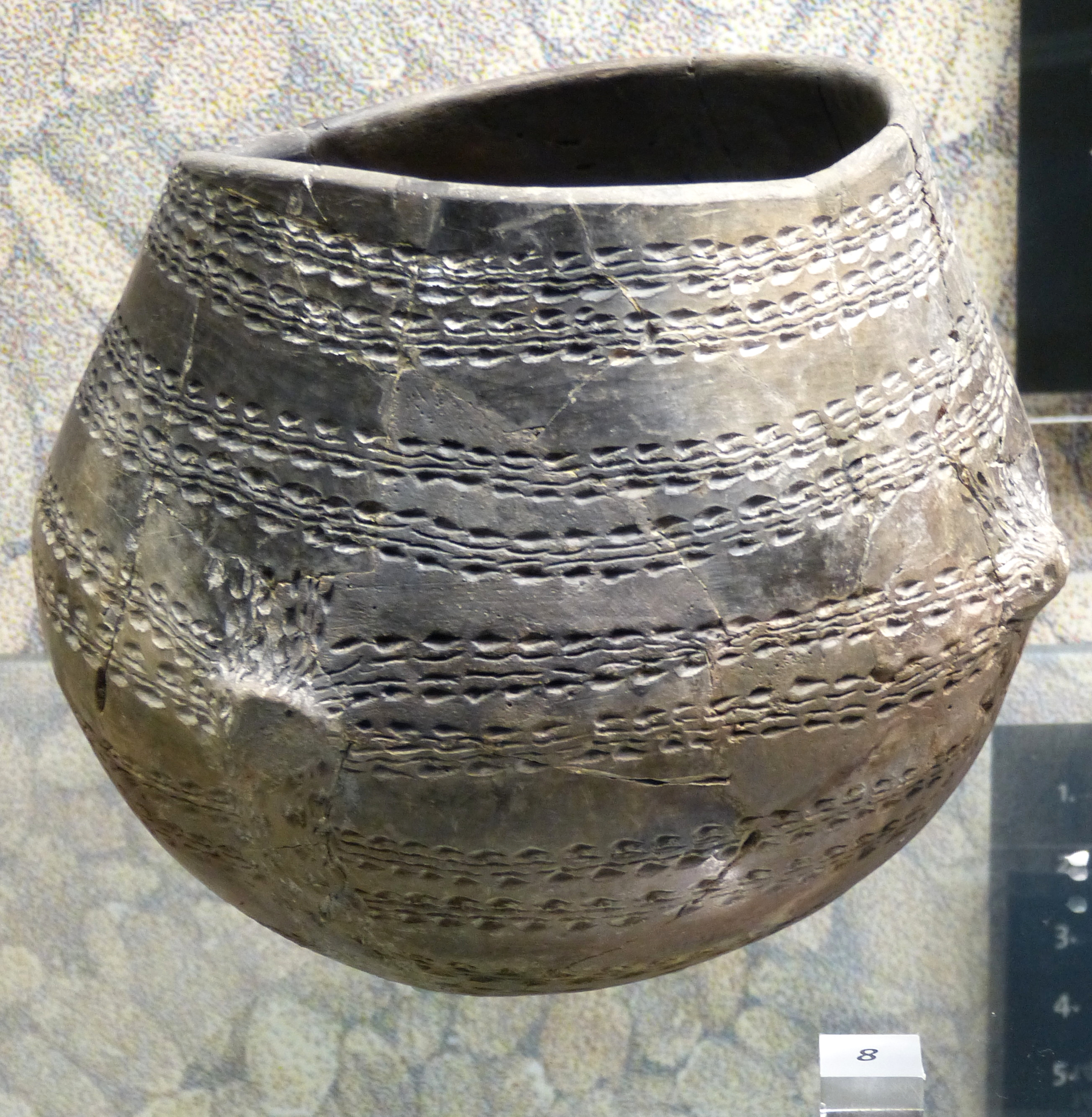
Stichbandkeramik aus Bad Frankenhausen, Museum für Ur- und Frühgeschichte in Thüringen (Weimar)